# Chemin de fer du Nord du Guatemala
Le chemin de fer du Nord du Guatemala (Ferrocarril del Norte de Guatemala) est une liaison ferroviaire guatémaltèque entre le port principal du pays de Puerto Barrios jusqu'à la capitale Guatemala. La liaison est en opération de 1896 à 1968 sous le monopole de la compagnie américaine United Fruit Company à l'aide de sa filiale International Railway of Central America. La compagnie opère également le port de Puerto Barrios, les plantations de bananes du département d'Izabal et le transport de marchandises et de passagers avec la Great White Fleet. Bien qu'efficace, une autoroute construite en parallèle du chemin de fer et entrant directement en compétition ne permet pas à l'infrastructure de demeurer compétitive. Restitué à l'État du Guatemala en 1968, le système perd graduellement de sa pertinence en raison de la facilité et rentabilité du transport par camion. Les activités du chemin de fer sont mises à l'arrêt en 1996 et ce dernier et depuis partiellement abandonné.

## Histoire

### Projet initial
En 1883, le président et général Justo Rufino Barrios présente le plan de relier la capitale Guatemala jusqu'à un port sur le littoral de l'Atlantique afin de permettre le transport du café de ses propres haciendas et de celle de ses partenaires libéraux. Le 4 août 1883, un décret est adopté afin de financer la construction du chemin de fer. Cependant, la mort prématurée de Barrios lors de la bataille de Chalchuapa en 1885 entraîne l'abandon du projet par son successeur, le général Manuel Barillas.

### Exposición Centroamericana

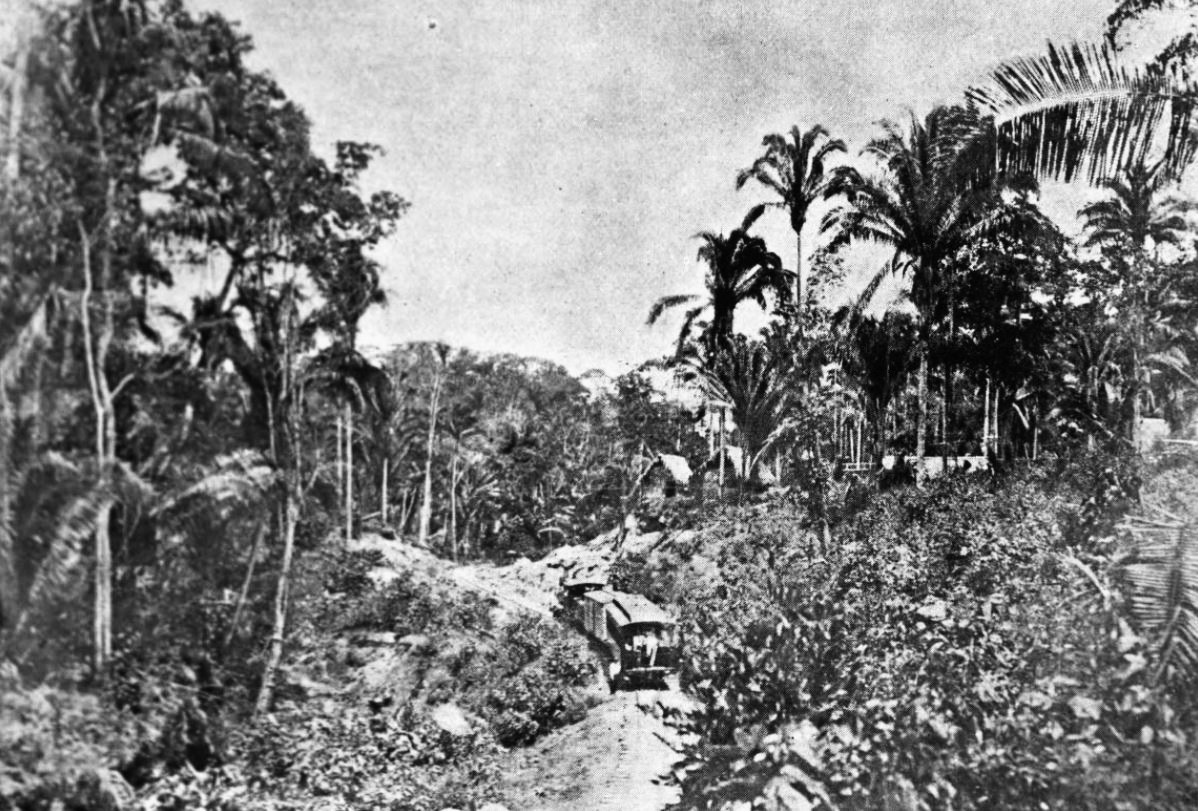
Section du tracée dans la jungle en 1896. La Ilustración Guatemalteca.

Le projet n'est repris qu'en 1892 alors que le président José María Reina Barrios arrive au pouvoir. Le décret exécutif #513 établit qu'une ville doit être fondée entre les rivières Escondido et Estrecho. Ainsi est fondée la ville de Puerto Barrios le 5 décembre 1892. Par la suite, le décret #524 déclare Puerto Barrios comme le principal port du pays et met en place le transfert du bureau de douane, alors installé à Livingston.
Simultanément à l'organisation de la Exposición Centroamericana, Reina Barrios insiste pour que le chemin de fer soit complété avant le début de l'événement étant donné que la majorité des visiteurs transiteront par le port de Puerto Barrios sur la mer des Caraïbes. Reine Barrios met beaucoup d'espoir sur le complément du chemin de fer pour assurer le succès de l'exposition, mais également afin d'améliorer le développement du pays par le transport des marchandises des rives de l'Atlantique par le port de Puerto Barrios vers les rives de l'Pacifique vers le nouveau port d'Iztapa. Les États-Unis étant en guerre contre l'Espagne à Cuba, il devient primordial de créer un lien interocéanique à un moment où le canal de Panama n'est toujours pas complété. Malheureusement, la chute combinée des prix mondiaux du café et du diamant, ainsi que confronté à des difficultés techniques liées à plusieurs restrictions pour l'installation du chemin de fer, entraîne l'échec de l'exposition et plonge le Guatemala dans une profonde crise économique. Le président Reina Barrios est par la suite assassiné le 8 février 1898.
À la suite de la mort de Reina Barrios, l'avocat Manuel Estrada Cabrera entre en fonction et afin de trouver un allié lui permettant de protéger le pays advenant l'invasion du pays pour permettre le recouvrement des banques britanniques de l'énorme dette du pays dont ils sont créditeurs, s'allie avec les États-Unis. Estrada Cabrera autorise son secrétaire à l'Économie, Rafael Spinola, à établir un contrat avec la compagnie américaine  Central American Improvement Co. Inc afin de poursuivre et compléter la construction du chemin de fer du Nord. Afin de couvrir les dépenses, le gouvernement guatémaltèque donne une concession à la compagnie américaine lui permettant d'utiliser le chemin de fer sans aucun coût, incluant le port et les quais de Puerto Barrios. L'entente prévoit également des frais pour les Guatémaltèques et le gouvernement pour l'utilisation de ses installations.

### Concession à la UFCO

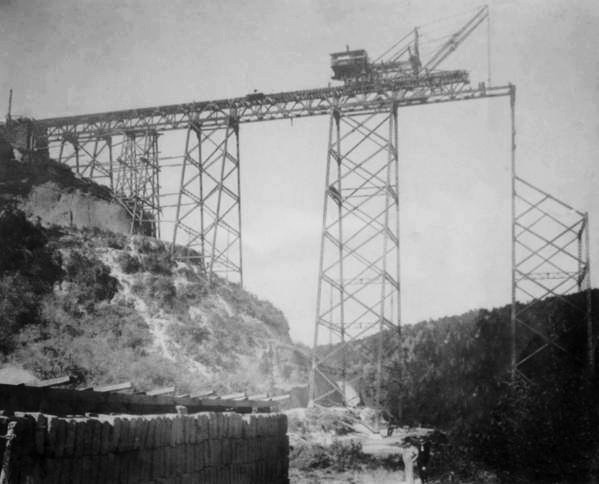
Construction du pont de Las Vacas à Guatemala en 1907.

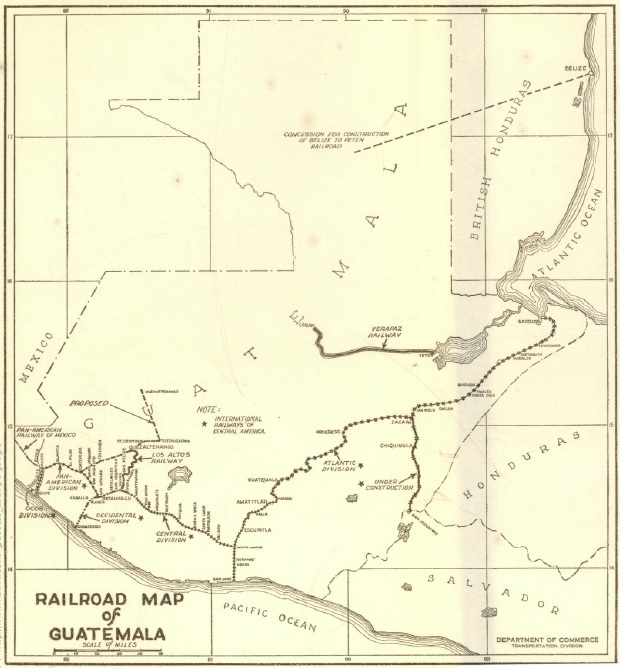
Carte du réseau ferroviaire au Guatemala en 1925.

Finalement en 1904, connaissant le sentiment pro-américain d'Estrada Cabrera, Minor Keith et ses partenaires, commencent à obtenir des concessions de chemins de fer à travers le Guatemala et également au Salvador. La même année, la International Railways of Central American (IRCA) est incorporée dans la New Jersey. Par la suite, la United Fruit Company (UFCO), propriétaire de la IRCA, contrôle complètement le port de Puerto Barrios.
Durant cette période, la compagnie ferroviaire offre des visites des plantations détenues par la UFCO à Izabal et des ruines mayas à Quiriguá.
Excurions à Izabal en 1927

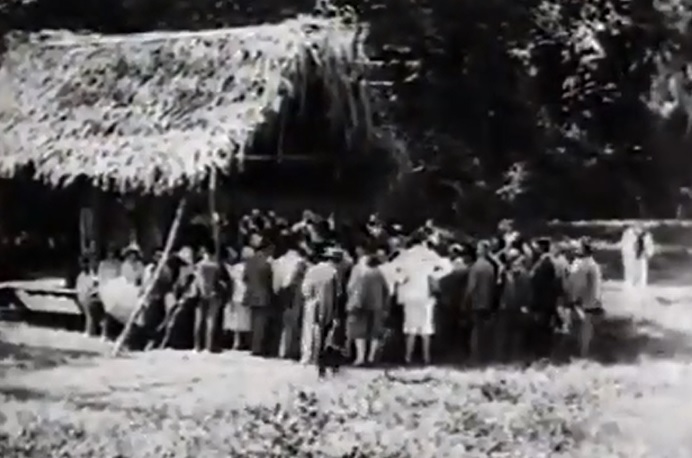
Monument maya à Quiriguá
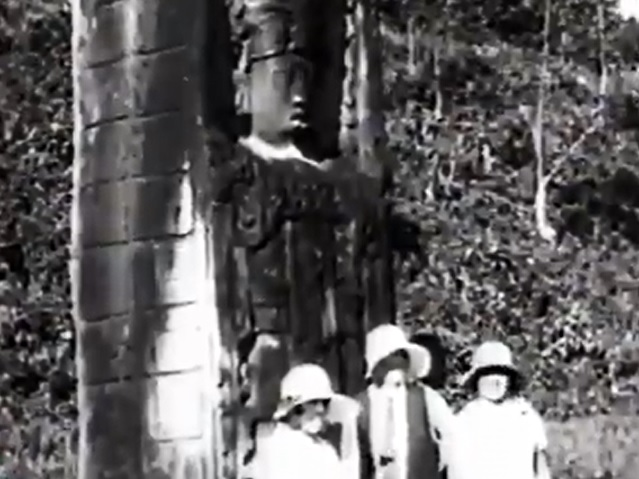
Visiteurs de ruines mayas
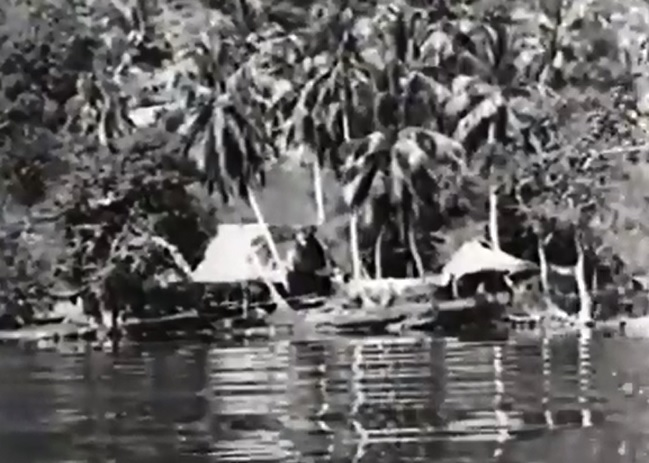
Maisons sur le Río Dulce, filmé d'un bateau vapeur de la IRCA.
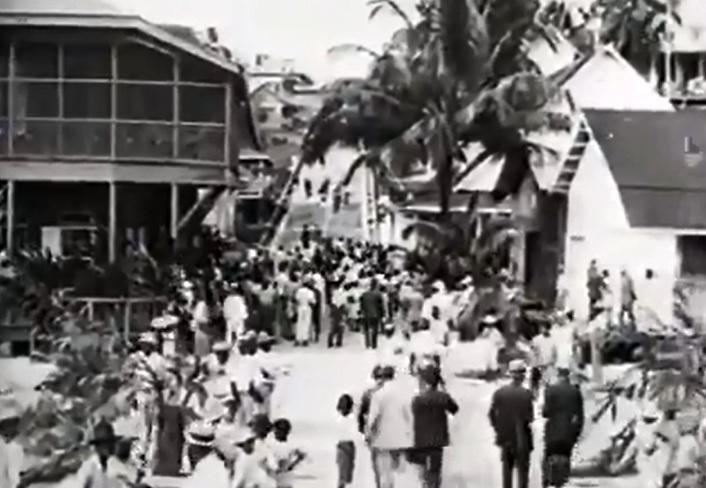
Touristes à Livingston, Izabal, après avoir navigué sur le Río Dulce
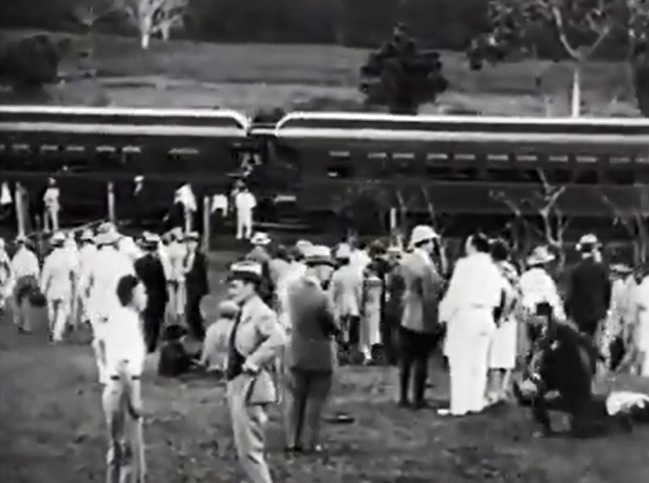
Passager pour le retour à Guatemala

Le gouvernement du colonel Jacobo Árbenz Guzmán (1951-1954) décide de construire une autoroute et un autre port à Santo Tomás de Castilla afin d'entrer en compétition avec la UFCO. Éventuellement, Árbenz fera face à des accusations de communismes et sera destitué en 1954. Néanmoins, l'autoroute sera complétée par son successeur, le colonel Carlos Castillo Armas.

### Effondrement
En 1954, la UFCO fait face à des difficultés à la suite d'un procès antitrust et par la construction de la route parallèle au chemin de fer dont elle est propriétaire. Remis au gouvernement en 1968, la détérioration du chemin de fer entraîne l'arrêt des activités en 1996. 

### Tentative de remise en service
En octobre 1997, une concession de 50 ans est remise à la Railroad Development Corporation (RDC) qui entame une restauration du réseau. Ces travaux sont ralentis par l'éviction de squatteurs ayant établi leurs campements directement sur les rails. L'ouragan Mitch en 1998 provoqua également des dommages aux rails. Malgré tout, le premier train mis en opération sous la RDC parvient jusqu'à Puerto Barrios en décembre 1999.
De 1999 à septembre 2007, Ferrovías Guatemala (FVG), une filiale de la RDC, opère 15 locomotives et 200 wagons entre Guatemala et Puerto Barrios.

### Arrêt définitif en 2007
En août 2006, le gouvernement guatémaltèque déclare que le contrat octroyé en 2003 est contraire à l'intérêt public et l'invalide. En mars 2007, la RDC indique son intention de rechercher une protection de ses investissements via un arbitrage contre le gouvernement du Guatemala,. En raison des pertes encourues par la FVG et de l'incertitude quant aux règles opérationnelles, la compagnie cesse ses activités en 2007. Par la suite, un arbitrage favorable à la RDC lui permet d'obtenir une compensation de 14,6 millions de dollars américains. Depuis 2011, la plupart des installations du chemin de fer sont fortement dégradées voir démantelées par des voleurs pour la revente à la ferraille.